# Paris Masters

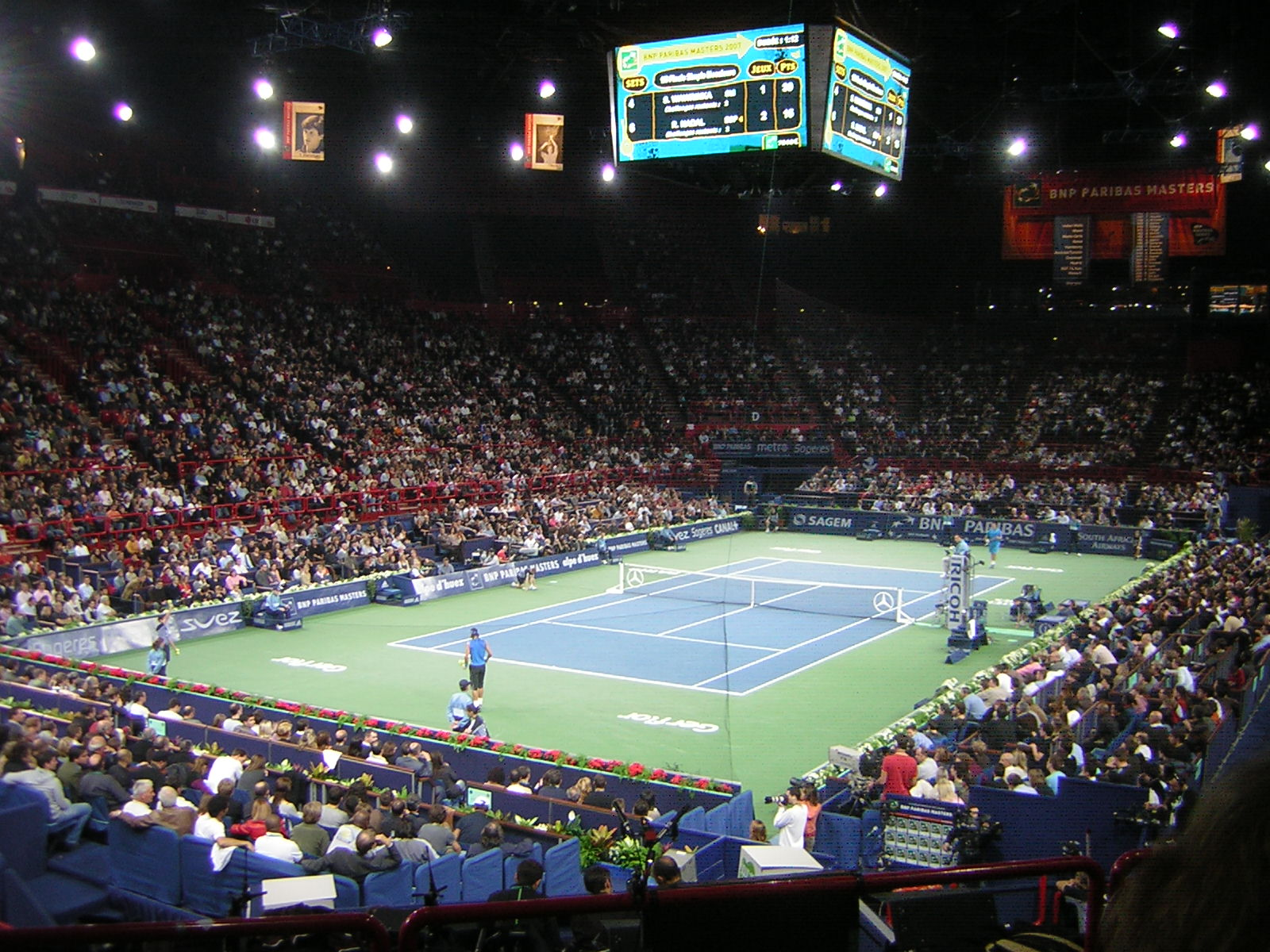
Nadal und Wawrinka auf dem Center Court des Palais Omnisports de Paris-Bercy

Das Paris Masters (offiziell Rolex Paris Masters) ist eines der prestigeträchtigsten Hallentennisturniere der Herren. Das Turnier ist alljährlich das letzte von neun Turnieren der ATP-Tour-Masters-1000-Serie und meistens das letzte Turnier vor dem Saisonabschlussturnier, den ATP Finals.

## Geschichte
Das Turnier entstand aus den Französischen Hallenmeisterschaften, die von 1895 bis 1969 (bei den Damen bis 1971) ausgetragen wurden. Anfangs fand das Turnier im Stade Pierre de Coubertin statt. Nach drei Jahren ohne Austragungen (1983–1985) zog das Turnier 1986 in die Accor Arena im Pariser Stadtteil Bercy, wo bis 2024 gespielt wird.
Nach den zwei ersten Austragungen, die auf Teppichbelag gespielt wurden, wechselte man von 1972 bis 1982 für elf Austragungen auf Hartplatz, ehe von 1986 bis 2006 wieder Teppich als Untergrund gewählt wurde. Damit war das Paris Masters, das seit 1989 zur Grand Prix Super Series gehörte – der Vorgängerserie der heutigen Masters-Kategorie – das einzige Turnier der Reihe, das auf diesem Belag stattfand. Seit 2007 wird auf Hartplatz (zunächst Taraflex, ab 2011 GreenSet) gespielt. Das Turnier war durch den Belag besonders bei hart-schlagenden Spielern beliebt, durch den Belagwechsel 2011 folgte das Turnier aber dem allgemeinen Wechsel hin zu langsameren Belägen. Seit 2008 ist das Turnier zudem das einzige Masters-Hallenturnier.
Ab 2025 wird das Turnier in die Paris La Défense Arena in den Vorort Nanterre umziehen. Die Arena bietet 23.000 Plätze statt der 16.800 in der Accor Arena.
Es ging bis 2019 im Einzel meist ein 48er-Hauptfeld an den Start, weshalb die 16 am höchsten eingestuften Spieler der Setzliste in der ersten Runde jeweils ein Freilos erhielten. 2020 wurde auf 56 Starter im Einzel und 24 Paare im Doppel aufgestockt, wodurch die ersten acht gesetzten Spieler und Paare von einem Freilos profitieren.

## Siegerliste
Rekordsieger im Einzel mit sieben Titeln ist Novak Đoković, drei Einzeltitel gewannen Boris Becker und  Marat Safin. Im Doppel entschieden Bob und Mike Bryan das Turnier viermal für sich; John Fitzgerald, das Doppel Jacco Eltingh und Paul Haarhuis sowie Mahesh Bhupathi gewannen im Doppel das Turnier dreimal.
Im Einzel schaffte bislang einzig Đoković seinen Titel zu verteidigen (2013–2015).

### Einzel
| Jahr                        | Sieger              | Finalist           | Ergebnis                  |
| --------------------------- | ------------------- | ------------------ | ------------------------- |
| 2024                        | Alexander Zverev    | Ugo Humbert        | 6:2, 6:2                  |
| 2023                        | Novak Đoković (7)   | Grigor Dimitrow    | 6:4, 6:3                  |
| 2022                        | Holger Rune         | Novak Đoković      | 3:6, 6:3, 7:5             |
| 2021                        | Novak Đoković (6)   | Daniil Medwedew    | 4:6, 6:3, 6:3             |
| 2020                        | Daniil Medwedew     | Alexander Zverev   | 5:7, 6:4, 6:1             |
| 2019                        | Novak Đoković (5)   | Denis Shapovalov   | 6:3, 6:4                  |
| 2018                        | Karen Chatschanow   | Novak Đoković      | 7:5, 6:4                  |
| 2017                        | Jack Sock           | Filip Krajinović   | 5:7, 6:4, 6:1             |
| 2016                        | Andy Murray         | John Isner         | 6:3, 6:74, 6:4            |
| 2015                        | Novak Đoković (4)   | Andy Murray        | 6:2, 6:4                  |
| 2014                        | Novak Đoković (3)   | Milos Raonic       | 6:2, 6:3                  |
| 2013                        | Novak Đoković (2)   | David Ferrer       | 7:5, 7:5                  |
| 2012                        | David Ferrer        | Jerzy Janowicz     | 6:4, 6:3                  |
| 2011                        | Roger Federer       | Jo-Wilfried Tsonga | 6:1, 7:63                 |
| 2010                        | Robin Söderling     | Gaël Monfils       | 6:1, 7:61                 |
| 2009                        | Novak Đoković (1)   | Gaël Monfils       | 6:2, 5:7, 7:63            |
| 2008                        | Jo-Wilfried Tsonga  | David Nalbandian   | 6:3, 4:6, 6:4             |
| 2007                        | David Nalbandian    | Rafael Nadal       | 6:4, 6:0                  |
| 2006                        | Nikolai Dawydenko   | Dominik Hrbatý     | 6:1, 6:2, 6:2             |
| 2005                        | Tomáš Berdych       | Ivan Ljubičić      | 6:3, 6:4, 3:6, 4:6, 6:4   |
| 2004                        | Marat Safin (3)     | Radek Štěpánek     | 6:3, 7:65, 6:3            |
| 2003                        | Tim Henman          | Andrei Pavel       | 6:2, 7:66, 7:62           |
| 2002                        | Marat Safin (2)     | Lleyton Hewitt     | 7:64, 6:0, 6:4            |
| 2001                        | Sébastien Grosjean  | Jewgeni Kafelnikow | 7:63, 6:1, 6:75, 6:4      |
| 2000                        | Marat Safin (1)     | Mark Philippoussis | 3:6, 7:67, 6:4, 3:6, 7:68 |
| 1999                        | Andre Agassi (2)    | Marat Safin        | 7:61, 6:2, 4:6, 6:4       |
| 1998                        | Greg Rusedski       | Pete Sampras       | 6:4, 7:64, 6:3            |
| 1997                        | Pete Sampras (2)    | Jonas Björkman     | 6:3, 4:6, 6:3, 6:1        |
| 1996                        | Thomas Enqvist      | Jewgeni Kafelnikow | 6:2, 6:4, 7:5             |
| 1995                        | Pete Sampras (1)    | Boris Becker       | 7:65, 6:4, 6:4            |
| 1994                        | Andre Agassi (1)    | Marc Rosset        | 6:3, 6:3, 4:6, 7:5        |
| 1993                        | Goran Ivanišević    | Andrij Medwedjew   | 6:4, 6:2, 7:62            |
| 1992                        | Boris Becker (3)    | Guy Forget         | 7:63, 6:3, 3:6, 6:3       |
| 1991                        | Guy Forget          | Pete Sampras       | 7:69, 4:6, 5:7, 6:4, 6:4  |
| 1990                        | Stefan Edberg       | Boris Becker       | 3:3 aufgg.                |
| 1989                        | Boris Becker (2)    | Stefan Edberg      | 6:4, 6:3, 6:3             |
| 1988                        | Amos Mansdorf       | Brad Gilbert       | 6:3, 6:2, 6:3             |
| 1987                        | Tim Mayotte         | Brad Gilbert       | 2:6, 6:3, 7:5, 6:7, 6:3   |
| 1986                        | Boris Becker (1)    | Sergio Casal       | 6:4, 6:3, 7:6             |
| 1983–1985: keine Austragung |                     |                    |                           |
| 1982                        | Wojciech Fibak      | Bill Scanlon       | 6:2, 6:2, 6:2             |
| 1981                        | Mark Vines          | Pascal Portes      | 6:2, 6:4, 6:3             |
| 1980                        | Brian Gottfried (2) | Adriano Panatta    | 4:6, 6:3, 6:1, 7:6        |
| 1979                        | Harold Solomon      | Corrado Barazzutti | 6:3, 2:6, 6:3, 6:4        |
| 1978                        | Bob Lutz            | Tom Gullikson      | 6:2, 6:2, 7:6             |
| 1977                        | Corrado Barazzutti  | Brian Gottfried    | 7:6, 7:6, 6:7, 3:6, 6:4   |
| 1976                        | Eddie Dibbs         | Jaime Fillol       | 5:7, 6:4, 6:4, 7:6        |
| 1975                        | Tom Okker (2)       | Arthur Ashe        | 6:3, 2:6, 6:3, 3:6, 6:4   |
| 1974                        | Brian Gottfried (1) | Eddie Dibbs        | 6:3, 5:7, 8:6, 6:0        |
| 1973                        | Ilie Năstase        | Stan Smith         | 4:6, 6:1, 3:6, 6:0, 6:2   |
| 1972                        | Stan Smith          | Andrés Gimeno      | 6:2, 6:2, 7:5             |
| 1971                        | keine Austragung    | keine Austragung   | keine Austragung          |
| 1970                        | Arthur Ashe         | Marty Riessen      | 7:6, 6:4, 6:3             |
| 1969                        | Tom Okker (1)       | Earl Buchholz      | 8:6, 6:2, 6:1             |

### Doppel
| Jahr                        | Sieger                                   | Finalisten                             | Ergebnis           |
| --------------------------- | ---------------------------------------- | -------------------------------------- | ------------------ |
| 2024                        | Wesley Koolhof Nikola Mektić             | Lloyd Glasspool Adam Pavlásek          | 3:6, 6:3, [10:5]   |
| 2023                        | Santiago González Édouard Roger-Vasselin | Rohan Bopanna Matthew Ebden            | 6:2, 5:7, [10:7]   |
| 2022                        | Wesley Koolhof Neal Skupski              | Ivan Dodig Austin Krajicek             | 7:65, 6:4          |
| 2021                        | Tim Pütz Michael Venus                   | Pierre-Hugues Herbert Nicolas Mahut    | 6:3, 6:74, [11:9]  |
| 2020                        | Félix Auger-Aliassime Hubert Hurkacz     | Mate Pavić Bruno Soares                | 6:73, 7:67, [10:2] |
| 2019                        | Pierre-Hugues Herbert Nicolas Mahut      | Karen Chatschanow Andrei Rubljow       | 6:4, 6:1           |
| 2018                        | Marcel Granollers Rajeev Ram             | Jean-Julien Rojer Horia Tecău          | 6:4, 6:4           |
| 2017                        | Łukasz Kubot Marcelo Melo (2)            | Ivan Dodig Marcel Granollers           | 7:63, 3:6, [10:6]  |
| 2016                        | Henri Kontinen John Peers                | Pierre-Hugues Herbert Nicolas Mahut    | 6:4, 3:6, [10:6]   |
| 2015                        | Ivan Dodig Marcelo Melo (1)              | Vasek Pospisil Jack Sock               | 2:6, 6:3, [10:5]   |
| 2014                        | Bob Bryan (4) Mike Bryan (4)             | Marcin Matkowski Jürgen Melzer         | 7:65, 5:7, [10:6]  |
| 2013                        | Bob Bryan (3) Mike Bryan (3)             | Alexander Peya Bruno Soares            | 6:3, 6:3           |
| 2012                        | Mahesh Bhupathi (3) Rohan Bopanna (2)    | Aisam-ul-Haq Qureshi Jean-Julien Rojer | 7:66, 6:3          |
| 2011                        | Rohan Bopanna (1) Aisam-ul-Haq Qureshi   | Julien Benneteau Nicolas Mahut         | 6:2, 6:4           |
| 2010                        | Mahesh Bhupathi (2) Maks Mirny (2)       | Mark Knowles Andy Ram                  | 7:5, 7:5           |
| 2009                        | Daniel Nestor Nenad Zimonjić             | Marcel Granollers Tommy Robredo        | 6:3, 6:4           |
| 2008                        | Jonas Björkman (2) Kevin Ullyett         | Jeff Coetzee Wesley Moodie             | 6:2, 6:2           |
| 2007                        | Bob Bryan (2) Mike Bryan (2)             | Daniel Nestor Nenad Zimonjić           | 6:3, 7:63          |
| 2006                        | Arnaud Clément Michaël Llodra            | Fabrice Santoro Nenad Zimonjić         | 7:64, 6:2          |
| 2005                        | Bob Bryan (1) Mike Bryan (1)             | Mark Knowles Daniel Nestor             | 6:4, 6:73, 6:4     |
| 2004                        | Jonas Björkman (1) Todd Woodbridge       | Wayne Black Kevin Ullyett              | 6:3, 6:4           |
| 2003                        | Wayne Arthurs Paul Hanley                | Michaël Llodra Fabrice Santoro         | 6:3, 1:6, 6:3      |
| 2002                        | Nicolas Escudé Fabrice Santoro           | Gustavo Kuerten Cédric Pioline         | 6:3, 7:66          |
| 2001                        | Ellis Ferreira Rick Leach                | Mahesh Bhupathi Leander Paes           | 5:7, 7:62, 6:4     |
| 2000                        | Nicklas Kulti Maks Mirny (1)             | Paul Haarhuis Daniel Nestor            | 7:66, 7:5          |
| 1999                        | Sébastien Lareau Alex O’Brien            | Paul Haarhuis Jared Palmer             | 7:67, 7:5          |
| 1998                        | Mahesh Bhupathi (1) Leander Paes         | Jacco Eltingh Paul Haarhuis            | 7:6, 7:6           |
| 1997                        | Jacco Eltingh (3) Paul Haarhuis (3)      | Rick Leach Jonathan Stark              | 6:2, 6:4           |
| 1996                        | Jacco Eltingh (2) Paul Haarhuis (2)      | Jewgeni Kafelnikow Daniel Vacek        | 6:2, 6:4           |
| 1995                        | Grant Connell Patrick Galbraith          | Jim Grabb Todd Martin                  | 6:3, 7:6           |
| 1994                        | Jacco Eltingh (1) Paul Haarhuis (1)      | Byron Black Jonathan Stark             | 3:6, 7:6, 7:5      |
| 1993                        | Byron Black Jonathan Stark               | Tom Nijssen Cyril Suk                  | 4:6, 7:5, 6:2      |
| 1992                        | John McEnroe (2) Patrick McEnroe         | Patrick Galbraith Danie Visser         | 7:6, 6:3           |
| 1991                        | John Fitzgerald (3) Anders Järryd (2)    | Kelly Jones Rick Leach                 | 7:6, 6:4           |
| 1990                        | Scott Davis David Pate                   | Darren Cahill Mark Kratzmann           | 5:7, 6:3, 6:4      |
| 1989                        | John Fitzgerald (2) Anders Järryd (1)    | Jakob Hlasek Éric Winogradsky          | 7:6, 6:4           |
| 1988                        | Paul Annacone John Fitzgerald (1)        | Jim Grabb Christo van Rensburg         | 6:2, 6:2           |
| 1987                        | Jakob Hlasek Claudio Mezzadri            | Scott Davis David Pate                 | 7:6, 6:2           |
| 1986                        | Peter Fleming John McEnroe (1)           | Mansour Bahrami Diego Pérez            | 6:3, 6:2           |
| 1983–1985: keine Austragung |                                          |                                        |                    |
| 1982                        | Brian Gottfried (2) Bruce Manson         | Jay Lapidus Richard Meyer              | 6:4, 6:2           |
| 1981                        | Ilie Năstase (2) Yannick Noah            | Andrew Jarrett Jonathan Smith          | 6:4, 6:4           |
| 1980                        | Paolo Bertolucci Adriano Panatta         | Brian Gottfried Raymond Moore          | 6:4, 6:4           |
| 1979                        | Jean-Louis Haillet Gilles Moretton       | John Lloyd Tony Lloyd                  | 7:6, 7:6           |
| 1978                        | Bruce Manson Andrew Pattison             | Ion Țiriac Guillermo Vilas             | 7:6, 6:2           |
| 1977                        | Brian Gottfried (1) Raúl Ramírez         | Jeff Borowiak Roger Taylor             | 6:2, 6:0           |
| 1976                        | Tom Okker Marty Riessen                  | Fred McNair Sherwood Stewart           | 6:2, 6:2           |
| 1975                        | Wojciech Fibak Karl Meiler               | Ilie Năstase Tom Okker                 | 6:3, 9:8           |
| 1974                        | Patrice Dominguez François Jauffret (2)  | Brian Gottfried Raúl Ramírez           | 7:5, 6:4           |
| 1973                        | Juan Gisbert Ilie Năstase (1)            | Arthur Ashe Roscoe Tanner              | 6:3, 6:4           |
| 1972                        | Pierre Barthès François Jauffret (1)     | Andrés Gimeno Juan Gisbert             | 6:7, 6:2, 6:3      |
| 1971                        | keine Austragung                         | keine Austragung                       | keine Austragung   |
| 1970                        | Pancho Gonzales Ken Rosewall             | Tom Okker Marty Riessen                | 6:4, 7:6, 7:6      |
| 1969                        | John Newcombe Tony Roche                 | Tom Okker Marty Riessen                | 10:8, 6:4, 6:2     |